# Stemma dell'Indonesia
Lo stemma dell'Indonesia (Lambang Negara Indonesia), chiamato Garuda Pancasila, è il simbolo araldico ufficiale del paese, adottato l'11 febbraio 1950. Raffigura la divinità Garuḍa (un'aquila giavanese) che sostiene uno scudo diviso in cinque parti, tante quante i principi fondamentali dell'ideologia politica del paese, la Pancasila: nel primo quarto è raffigurato un banteng su campo rosso, nel secondo un albero di banyan su campo bianco, nel terzo due spighe di riso e cotone su campo bianco, nel quarto una catena d'oro su campo rosso, nel settore centrale una stella su campo nero. Tra gli artigli l'aquila tiene un cartiglio che riporta il motto del paese: Bhinneka Tunggal Ika (Unità nella diversità).

## Componenti della Pancasila

Stella
Catena
Albero di Banyan
Testa di Banteng
Riso e Cotone